# River Falls (Wisconsin)
River Falls ist ein Ort im Pierce County und im St. Croix County im Norden des US-amerikanischen Bundesstaates Wisconsin. Das U.S. Census Bureau ermittelte bei der Volkszählung 2020 eine Einwohnerzahl von 16.182.

## Geographie
River Falls liegt am Kinnickinnic River in der Metropolregion Minneapolis - Saint Paul. In 40–60 km Entfernung in Richtung Westen befindet sich in Minnesota die Doppelstadt Minneapolis-Saint Paul.

## Geschichte
River Falls wurde 1848 von Joel Foster und seinem Diener unter dem Namen Greenwood gegründet. Später erfolgte die Umbenennung in den heutigen Namen, weil es bereits drei andere Orte namens Greenwood in Wisconsin gab.

## Bildung

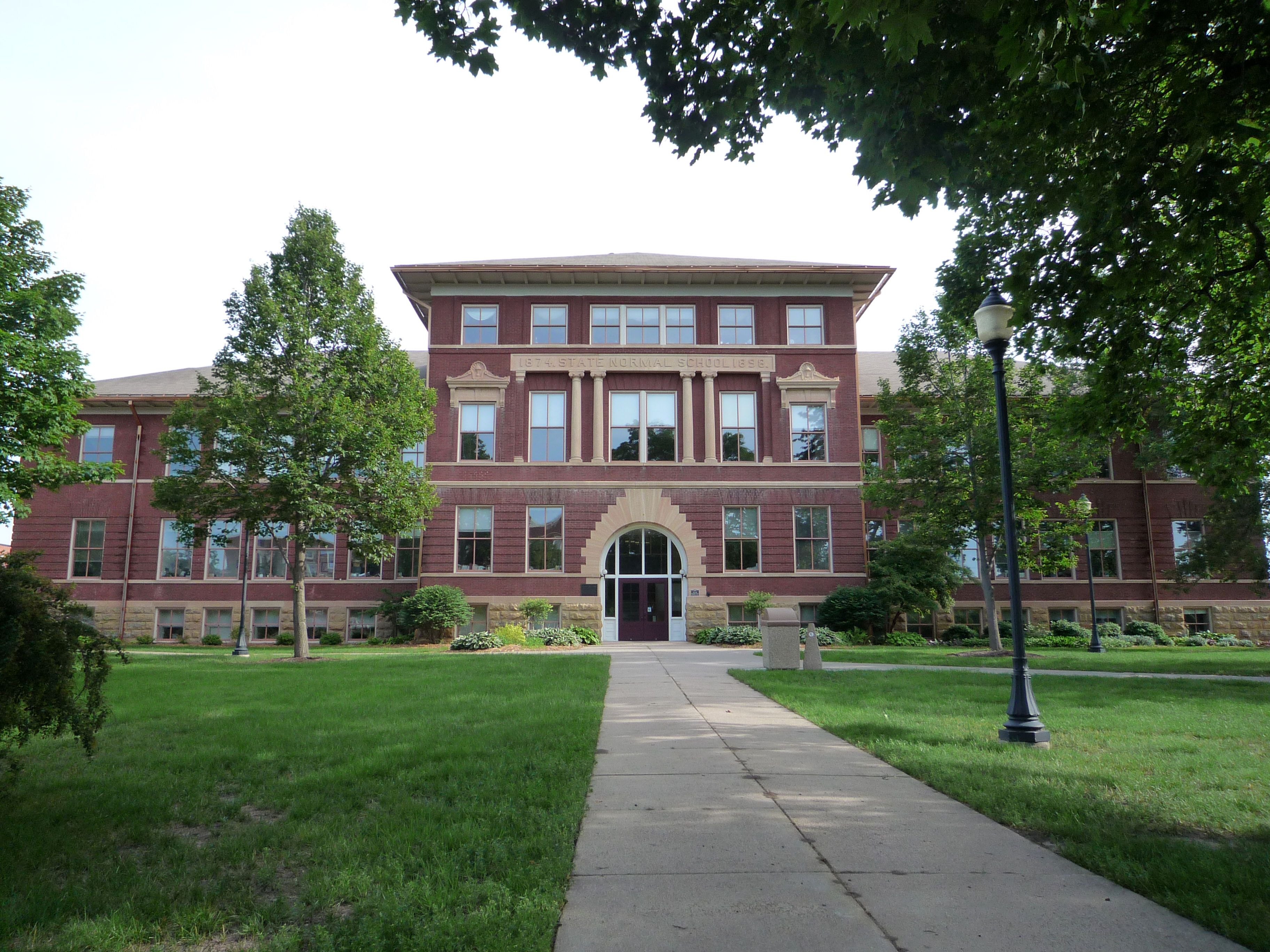
Die South Hall der University of Wisconsin-River Falls

In River Falls hat die University of Wisconsin-River Falls ihren Sitz. Daneben gibt es die River Falls High School.

## Söhne und Töchter des Ortes
- Aldrich Ames (* 1941), CIA-Angestellter und Doppelagent
- Karyn Bye-Dietz (* 1971), Eishockeyspielerin
- Anna Dodge (1867–1945), Schauspielerin
- Robert P. Knowles (1916–1985), früherer Abgeordneter im Senat von Wisconsin
- Warren P. Knowles (1908–1993), Bruder von Robert P. Knowles und Gouverneur von Wisconsin
- Landon Lueck, Fahrradfahrer
- Frankie Rayder (* 1975), Model
- Missy Rayder (* 1978), Schwester von Frankie Rayder und ebenfalls Model
- Dick Ritger (* 1938), Bowler
- David F. Swensen (1954–2021), Investmentdirektor der Yale University